# Mutengene
Mutengene är en ort i Kamerun.   Den ligger i regionen Sydvästra regionen, i den sydvästra delen av landet, 250 km väster om huvudstaden Yaoundé. Mutengene ligger 241 meter över havet och antalet invånare är 47 478.
Terrängen runt Mutengene är kuperad åt nordväst, men åt sydost är den platt. Trakten runt Mutengene är ganska tätbefolkad, med 160 invånare per kvadratkilometer. Närmaste större samhälle är Limbe, 13,3 km sydväst om Mutengene. I omgivningarna runt Mutengene växer i huvudsak städsegrön lövskog.